# Paragonite
La paragonite est un minéral de la famille des phyllosilicates apparenté à la muscovite ; il s'agit de son équivalent sodique. La muscovite est potassique et l'équivalent calcique est la margarite. 
Elle a été décrite pour la première fois en 1843 pour une occurrence à Mt. Campione, dans le Tessin en Suisse. Le nom provient du grec, paragon, pour trompeur, à cause de son apparence similaire au talc.

## Classification
Elle fait partie du groupe des micas, et plus particulièrement du sous-groupe de la muscovite.
| Minéral                | Formule                           | Groupe ponctuel | Groupe d'espace |
| ---------------------- | --------------------------------- | --------------- | --------------- |
| Muscovite              | KAl2(Si3Al)O10(OH,F)2             | 2/m             | C2/m            |
| Paragonite             | NaAl2(Si3Al)O10(OH)2              | m ou 2/m        | Cc ou C2/c      |
| Chernykhite            | (Ba,Na)(V,Al,Mg)2(Si,Al)4O10(OH)2 | 2/m             | C2/c            |
| Roscoélite             | K(V,Al,Mg)2AlSi3O10(OH)2          | 2/m             | C2/m            |
| Glauconite             | (K,Na)(Fe,Al,Mg)2(Si,Al)4O10(OH)2 | 2/m             | C2/m            |
| Céladonite             | K(Mg,Fe)(Fe,Al)[Si4O10](OH)2      | 2/m             | C2/m            |
| Ferrocéladonite        | K2Fe2+Fe3+Si8O20(OH)4             | 2/m             | C2/m            |
| Ferroaluminocéladonite | K2Fe2Al2Si8O20(OH)4               | 2/m             | C2/m            |
| Aluminocéladonite      | KAl(Mg,Fe)2Si4O10(OH)2            | 2/m             |                 |
| Chromcéladonite        | KCrMg(Si4O10)(OH)2                | 2               | C2              |
| Tobélite               | (NH4,K)Al2(Si3Al)O10(OH)2         | 2/m             | C2/m            |
| Nanpingite             | Cs(Al,Mg,Fe,Li)2(Si3Al)O10(OH,F)2 | 2/m             | C2/c            |
| Boromuscovite          | KAl2(Si3B)O10(OH,F)2              | 2/m             | C2/m            |
| Montdorite             | (K,Na)(Fe,Mn,Mg)2,5Si4O10](F,OH)2 | 2/m             | C2/c            |
| Chromphyllite          | (K,Ba)(Cr,Al)2[AlSi3O10](OH,F)2   | 2/m             | C2/c            |
| Shirokshinite          | KNaMg2Si4O10F2                    | 2/m             | C2/m            |